# 布尔代勒
布尔代勒（法語：Bourdelles，法語發音：[buʁdɛl]）是法国吉伦特省的一个市镇，属于朗贡区。

## 地理
布尔代勒（44°33'12"N, 0°0'1"E）面积7.06 平方千米，位于法国新阿基坦大区吉倫特省，该省份为法国西南部沿海省份，是法國本土面积最大的省，北起滨海夏朗德省，西临大西洋，南至朗德省，东南接洛特-加龍省，东临多爾多涅省。
与布尔代勒接壤的市镇（或旧市镇、城区）包括：蒙塔古丹、于尔、丰泰、蒙戈济、拉雷奥勒、瑞西、加龙河畔梅扬。

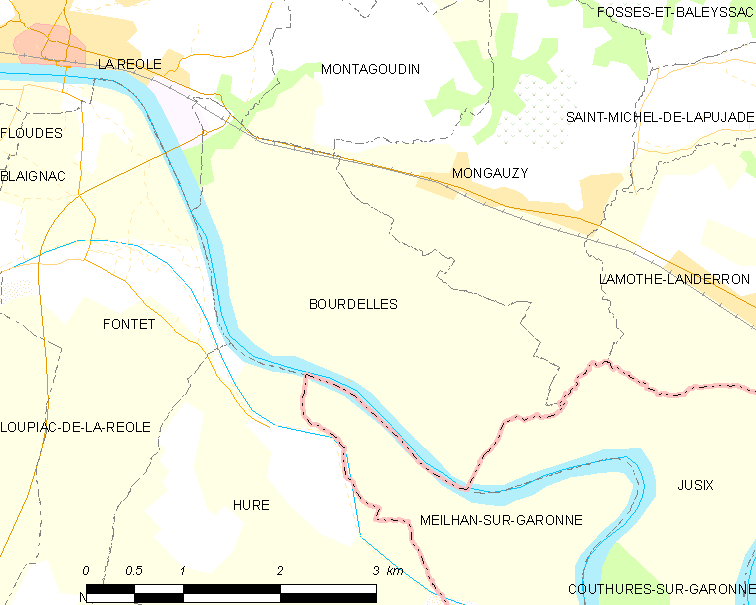
布尔代勒的OSM定位图

布尔代勒的时区为UTC+01:00、UTC+02:00（夏令时）。

## 行政
布尔代勒的邮政编码为33190，INSEE市镇编码为33066。

## 政治
布尔代勒所属的省级选区为勒雷奥莱-莱巴斯蒂德县。

## 人口

1962-2008年间布尔代勒人口变化图示

布尔代勒于2022年1月1日时的人口数量为99人。